# Bitka kod Roncesvallesa (824.)
Bitka kod Roncesvallesa (baskijski:Orreagako gudua) bila je bitka iz godine 824 u kojoj je baskijska vojska porazila je karolinšku vojnu ekspediciju bitke   samo 46 godina nakon prve bitke kod Roncevaux Pass (778) i u sučeljavanju je pokazale slične značajke: baskijske snage iz planina ekspedicija s Francima prema sjeveru, a isto zemljopisno okruženje ( prijevoj Roncesvalles ili u blizini njega). Bitka je rezultirala porazom karolinškog vojne ekspedicije i zarobljavanjem njezinih zapovjednika Aeblusa i Aznara Sancheza.  Sukob je imao dalekosežnije posljedice od onih iz godine 778:  uspostavu neovisne Kraljevine Pamploni.

## Pozadina
Nakon ekspedicije Luja Pobožnog s pola srca ekspedicija prema Pamploni oko 814., Eneko Aritza, koji je držao snažne obiteljske veze s klanom Banu Qasi koji je predvodio njegov polubrat Musa, prevladao je u tvrđavi oko 816 (ili ranije ), nakon što su se raširile vijesti o smrti Karla velikog  ( 814.)  a franački vazal, "Belasko od Pamplone - " Velasco ", navođen kao  " Balask al- Yalaski " u muslimanskim izvorima - je poražen u bitci kod Pancorba.  Godine 816. revolt iz Pamplone se proširio na sjever preko Pirineja, a godine 816. Ludovik Pobožni je svrgnuo Seguina ( Sihimin ) vojvodu Gaskonje   i grofa od Bordeauxa, koji je stvarao Vojvodstvo 812., zbog neuspjeha u potiskivanju ili suosjećanja   pobunom, izazivajući tako još širii revolt. 
Baskijski kneževi obje strane Pirineja su se pobunili, ali ubrzo su bili poraženi u Daxu od strane karolinškog kralja Ludovika godine 817. Lupus Centullo tada bio imenovan za vojvodu (818.), ali i on je odmah svrgnut nakon što se pobunio. U međuvremenu, u Aragonu ( Jaca ) pro-franački grof Aznar Galindez je srušen od enekovog saveznika grofa Garcije Maloa godine 820. Sva Vasconia ostala je u ovom trenutku je u klimavom stanju pobune a franački nadzor nad hispanskim markama se gubi.

## Btika
Ekspedicija godine 824.  je skupljena od karolinškog kralja u Gaskonji preostaloj pod franačkom vlašću  (sjeverno od Pirineja ). Na čelu vojne sile bio je vojvoda od Gaskonje   Aznar Sancheza ( možda i sin baskijskog kneza Lupa), koji je vodio baskijske postrojbe koje su potjecale iz današnje Gaskonje, i grof brojati Aeblus (" Aeblus et Asinarius comites cum copiis Wasconum ad Pampilonam Missi "), zapovjednik franačke vojske. Vojna sila se uputila na jug   s ciljem prekida baskijske   pobune sa sjedištemu u Pamploni. Ekspedicija je stigla u baskijsko uporište, ali nije naišla na otpor i ekspedicija koja je ispunila svoje ciljeve se uputila natrag na sjever s robom opljačkanom u gradu.
Međutim, na krivudavim uskim prolazima u regiji Cize (prema Umayyadskim kroničarima ), združene snage uključujući Navareza  (Eneko Aritza ), Banu Qasi i Aragonaca čekale su ih ih skrivene u šumama. Baski su angažirali dvije postrojbe na njihovu terenu i karolinške snage su teško poražene. Ne samo da su se vojnici preusmjerili, nego su i oba   zapovjednika ekspedicije bili zarobljeni od strane napadača.

## Naknadna događanja
Nakon karolinškog poraza, dva su zapovjednika dočekale različite sudbine: dok je franački grof   Aeblus poslan kao zarobljenik u   Córdobu, Aznar Sánchez je pušten zahvaljujući svom srodstvu s otmičarima ("Asinarius Vero Misericordia eorum, qui eum ceperant, kvazi qui consanguineus eorum esset ") 

Eneko Aritza došao kao pobjednik nakon bitke i postao neprikosnoveni vladar Pamplone.Novo neovisno baskijsko kraljevstvo dovelo je do definitivnog odvajanja teritorija južno od Pirineja iz Gaskonjskog Vojvodstva koje je bilo franački vazal, kao i do gubitka kontrole nad hispanskim markama i početka promjenljivog   savezništva kraljeva Pamplone i   Banu Qasi.